# Lower Lemington
Lower Lemington – wieś w Anglii, w hrabstwie Gloucestershire, w dystrykcie Cotswold, w civil parish Batsford. Leży 2 km od miasta Moreton-in-Marsh. W 1931 roku civil parish liczyła 50 mieszkańców. Lower Lemington jest wspomniana w Domesday Book (1086) jako Lemingtune/Limentone.